# Кръгли червеи
Кръглите червеи (Nematoda или нематоди) са таксономичен тип, безгръбначни животни, едни от най-разпространените, като много от тях са паразити по растения, хора и животни. Срещат се в сладка и солена вода, както и на сушата. Биват разглеждани като един от типовете от групата на двойносиметричните животни, наречена червеи. Счита се, че нематодите са група в биологически прогрес. По широтата на техните приспособления на живот в разнообразни биотопи и различни екологични условия. Те съперничат на бактериите и протозоите.
Тялото има вретеновидна или нишковидна форма с дължина от 0,1 μm до над 8 m при Placentonema gigantissima, паразитиращ вид при кашалота. Някои от представителите на този тип животни са свободно живеещи и живеят в почвата, моретата и сладките води, но основната част са паразити при животните и растенията. Те са трипластни животни. Тялото е покрито с плътна кутикула, която им придава голяма устойчивост. Друг характерен белег е първичната телесна празнина между стените на тялото и храносмилателната система. Нервната система е ганглиева, а осезателните органи не са добре развити. В храносмилателната система се появява втори отвор – анус. Повечето видове са разделнополови животни. Обикновено мъжките са по-малки от женските. Развиват се без метаморфоза с четири вида ларви.

## Обща характеристика
Смята се, че са известни около 25% от видовете, което се дължи на много неописани, свободно живеещи видове. От известните видове 35% са паразити. Изучени са най-вече патогенните паразити. Известна е ролята на нематодите в кръговрата на веществата в биосферата. Числеността им в природните биоценози е огромна, например в 1 m3 почва има около 2 млн. екземпляра.
Нематодите имат висока интензивност на обмяната, кратки жизнени цикли и голяма численост. Това ги прави деструктури на огромна органична материя, т.е. кръговрат на веществата. Кратките жизнени цикли и постоянния брой клетки ги прави подходящи за изследвания. Нематодите са с най-многочислени популации в сравнение с всички безгръбначни от клас Metazoa. Сред морските видове има разнообразни екологични групи.

## Таксономия и класификация
За първи път групата на нематодите е класифицирана от Карл Рудолфи през 1808 г. и наречена от него Nematoidea (на старогръцки: νῆμα, gen. на старогръцки: νήματος – нишка и на старогръцки: εἶδoς – вид). Няколко години по-късно през 1837 г. Херман Бурмайстер ги класифицира като семейство Nematodes, а през 1861 г. Карл Дизинг ги преименува в Nematoda.
Таксономията на нематодите търпи непрекъснато развитие и промени както в миналото, така и днес. Положението на някои систематични групи като класове, подкласове и разреди непрекъснато се е меняло от различните таксономи. Така например в някои по-стари класификации големият днес клас Chromadorea е бил далеч по-малък. В него не са били класифицирани Ascaridida, Spirurida, Tylenchida. Той е включван и към разред Chromadorida Chitwood, 1933 като част от сборниия парафилетичен подклас Adenophorea или Aphasmidia Chitwood et Chitwood, 1933). За първи път нематодите са разделени на два големи подкласа през 1930-те години (Chitwood B., 1933, 1937). Първоначалното предложение за наименоването им на Phasmidia и Aphasmidia Chitwood et Chitwood, 1933 претърпява промяна, поради факта че името Phasmidia вече е било заето от разред насекоми. Съгласно правилата за зоологическата номенклатура името трябвало да бъде заменено с ново. Въпреки това обаче редица таксономи използват тези наименования дълги години след промяната. Класификацията на Chitwood е както следва:
- Подклас Adenophorea Linstow, 1905 (или Aphasmidia Chitwood et Chitwood, 1933) с разреди Chromadorida (по-късно е разделен на разредите Araeolaimida, Desmodorida, Desmoscolecida, Monhysterida) и Enoplida (по-късно е разделен на разредите Dorylaimida, Mermithida, Muspiceida, Trichocephalida)
- Подклас Secernentea Linstow, 1905 (или Phasmidia Chitwood et Chitwood, 1933). Първоначално този подклас също е бил с два разреда Rhabditida и Spirurida които на по-късен етап биват раздробени на разредите Aphelenchida, Ascaridida, Camallanida, Diplogasterida, Rhabdiasida, Rhabditida, Spirurida, Strongylida, Tylenchida.

С откриването на нови видове и нуждата от намиране на място в систематично отношение както и новите анатомични и молекулно-генетични изследвания показват, че това разделение на два подкласа е твърде изкуствено (особено при Adenophorea). В някои по-късни систематики, където нематодите все още са разглеждани като клас, се наблюдава разделение на три подкласа (Малахов, 1986):
- Подклас Enoplea (Dorylaimida, Enoplida, Marimermithida, Mermithida, Mononchida, Trichocephalida)
- Подклас Chromadoria (Araeolaimida, Chromadorida, Desmoscolecida, Desmodorida, Monhysterida, Plectida)
- Подклас Rhabditia (Ascaridida, Oxyurida, Rhabditida, Spirurida, Strongylida, Tylenchida)

### Съвременна класификация
По данни от 2011 г. (Hodda, 2011) в световната фауна са описани повече от 24 хиляди вида паразитни и свободноживеещи нематоди. По ранни оценки описаните видове били от 15 хиляди до 80 хиляди. Предполага се че видовете от типа Кръгли червеи наброяват около милион.
Тип Nematoda включва три класа и около 30 разреда както следва:
- Тип: Nematoda
  - Клас: Chromadorea
    - Разред: Benthimermithida
    - Разред: Chromadorida
    - Разред: Desmodorida
    - Разред: Desmoscolecida
    - Разред: Diplogasterida
    - Разред: Drilonematida
    - Разред: Leptolaimida
    - Разред: Monhysterida (вкл. Araeolaimida)
    - Разред: Panagrolaimida (вкл. Tylenchina)
    - Разред: Plectida
    - Разред: Rhabditida
    - Разред: Selachinematida
    - Разред: Spirurida (вкл. Ascaridina)
    - Разред: Teratocephalida

  - Клас: Enoplea
    - Разред: Alaimida
    - Разред: Enoplida
    - Разред: Ironida
    - Разред: Isolaimida
    - Разред: Oncholaimida
    - Разред: Rhaptothyreida
    - Разред: Stichosomida
    - Разред: Trefusiida
    - Разред: Triplonchida
    - Разред: Tripylida
    - Разред: Tripyloidida

  - Клас: Dorylaimea (или подклас в Enoplea)
    - Разред: Bathyodontida
    - Разред: Dioctophymatida
    - Разред: Dorylaimida
    - Разред: Marimermithida
    - Разред: Mermithida
    - Разред: Mononchida
    - Разред: Muspiceida
    - Разред: Trichocephalida

## Устройство на тялото

### Кутикула
Тялото на кръглите червеи представлява кожно-мускулна торба, в която се намират вътрешните органи. Най-отвън има кутикула, представена от четири основни слоя, като слоевете могат да имат и допълнителни подслоеве. Те са както следва:
- Епикутикула. Започва с гликокаликсен слой. След него има тънка осмофилна мембрана (до 100 Å). При много видове има вътрешен осмофилен слой. Съществува и един електронно светъл слой с неясна функция. Външният осмофилен задължителен слой може да има няколко подслоя. Така е при някои морски нематоди, където изпълнява функция на клетъчна мембрана. При подклас Enoplia се виждат много пори и браздички, които достигат до мезокутикулата, което и дава възможност да се свързва директно с външната среда.
- Екзокутикула. Този слой е с дебелина от 0,5 до 170 Å. Има набразден хомогенен слой, с надлъжни фибрили и слой на напречни миофибрили. Набразденият слой има правилно ориентирани белтъчни молекули, които образуват структура, наподобяваща на кристална решетка.
- Мезокутикула. Този слой е най-широк и с разнообразни подслоеве. Често има пространства пълни с течност или рехава материя. При някои достига дебелина до 70% от цялата кутикула. Подслоевете са от косо разположени влакна, които са под ъгъл 60 – 75 градуса спрямо надлъжната ос на нематода. По химичен състав са близки до колагена.
- Ендокутикула. Приляга плътно върху хиподермата. Има относително хомогенна структура без влакна. Наблюдава се редуване на плътни и по-рехави слоеве. Много често се образува вълниста повърхност.

Кутикулата е най-сложна при свободно живеещите морски видове. Визуалната дебелина не отговаря на подслоевете. Пропускливостта е по-малка при по-малко слоеве. При морските свободно живеещи видове кутикулата е особена. При малките по размери и низшите нематоди се наблюдава раздробяване при устния отвор. Вътрешният слой на екзокутитулата се прикрепва към стомата или достига до фаринкса. Това води до раздалечаване на екзо- и ендокутикулата. Склеротизира се един слой от ендокутикулата, който се присъединява към стените на стомата, образувайки вътрешния слой на предния главов край.
С кутикула са покрити всички вътрешни органи с ектодермален произход – стома, фаринкс и ректум. Кутикула имат и всички сензорни органи – папили, четинки и амфидии, както и вторични образувания като крила, кантове и кукички. Кутикулата при тези органи е значително по-проста. Липсва набразденият слой. При линеене се подменя всичко плюс пробиващо смучещите органи (копие и стилет). Съставът на кутикулата е от 25% албумини, 29% колаген и кератин, 30% фиброиди, глюкопротеиди и липопротеиди.
Функциите на кутикулата при нематодите са в няколко направления:
- Пропускливост. През нея избирателно се транспортират вещества. Това е специфично приспособление, което затруднява навлизането на вредни за организма вещества. Пропускливостта е свързана с епикутикулата и нейните напречни бразди и пори, за които се смята, че се свързват със степента на пропускливост.
- Бариера и защита. Защитава от механично и химично увреждане вътрешните органи.
- Динамичност. Участва активно в биомеханиката на движенията. Движенията са свързани с твърд субстрат. Наблюдават се удебеления на кутикулата, наричани инцизури, които обезпечават свободното движение на червея и служат като опора.

### Хиподерма
Хиподермата представлява епителна тъкан, разположена под кутикулата. Тя е сравнително по-дебел от кутикулата слой. Съставена е от две основни части – тънък и задебелен слой, наречени надлъжни хорди. Броят на хордите варира от 4 до 12. Хиподермата бива:
- Клетъчна. Тази хироделма има по-тънка и по-дебела част. Тънката е плътна и навлиза в субкутикулата. По-дебелата е с ядро и клетъчни органели. Частите, които навлизат в кутикулата имат системи от каналчета (хемидезмозоми), от които излизат тонофибрили. Тази хиподерма е първична, заради първично малките размери. Ларвите от първите два стадия имат клетъчна хиподерма. При ларва от трети стадий се лизират стените и хиподермата се превръща в синцитиална.
- Синцитиална. При тази хиподерма клетъчните стени се лизират и се получава обща цитоплазма. Така се превръща в зърнесто-влакнеста структура[11]. Характерна е за възрастните екземпляри.

При паразитите хиподермата е пронизана с опорни влакна (тонфибрили), разделени в няколко слоя. И сега има малки по размери нематоди (Rhabditia), които имат клетъчна хиподерма. Тя обикновено се съчетава с постоянния клетъчен състав на целия нематод. Хиподермата е потънал епител, но се нарича така заради специфична вътрешна структура – особености на клетката и обща архитектоника. Тази специфичност е свързана с биомеханиката на движение, което е синусоидално и изисква тясна връзка и участие на кутикулата, хиподермата и телесната празнина. При напречен пререз се наблюдава, че хиподермата не е равномерен слой, а има четири надебелявания (тонофибрили). Едно от тях е гръбно, друго – коремно и две странични. Гръбното и коремното са по-големи от страничните.
Функциите на хиподермата се изразяват в няколко направления:
- Опорно-механична. Създава опора на кутикулата и мускулатурата. Предпазва вътрешните органи от външната среда.
- Образува кутикулата. Преди линеене хиподермата се удебелява видимо, увеличава се размера на ядрата и ядърцата, ЕПР, свободните рибозоми. Това е свързано с биосинтеза на белтъчните компоненти на кутикулата.
- Важна бариерна тъкан. Участва в регулиране и избирателно пропускане на веществата.
- Една от основните и главни запасни тъкани.
- Жлезиста.
- Екскреторна.

### Мускулатура
По своето устройство мускулната клетка е косо набраздена. Това е еволюционен напредък на типа от тази гледна точка, че при плоските червеи мускулатурата е гладка. Това осигурява много по-активни движения на организма. Мускулатурата е представена от четири мускулни ленти, разположени надлъжно по тялото като две са страничногръбни (дорзо-латерални), а другите две са страничнокоремни (вентро-латерални). Мускулните ленти са ограничени от надебеленията на хиподермата. Дорзалните ленти са антагонисти на коремните ленти, което позволява на червеите да се движат само в дорзо-вентрално направление. Съкращаването е волево, а отпускането е неволево, заради натиска от течността.
Мускулната клетка е биполярна, като с тънката си част е обърната към хиподермата, а с по-дебелата към първичната празнина на тялото. В тясната част на клетката се намират и съкратителните елементи. В тази част мускулните елементи биват – дебели (миозинови филаменти) и тънки (актинови филаменти). Правилното редуване на дебели и тънки филаменти под ъгъл, определят мускулатурата като коса. В широката част на мускулната клетка е концентрирана цитоплазма, голямо ядро и всички останали клетъчни елементи.
По отношение на броя на клетките в напречен срез мускулатурата бива:
- Меромиарна (Meromiaria) – броят им е 8, по две клетки във всяко влакно[11]. Характерни са за малките нематоди и коренспондират с постоянен клетъчен състав. Характерно е за подкласовете Rhabditia и Chromadoria, и при малките зоопаразити.
- Полимиарна (Polymiaria) – характерна за големите зоопаразити и всички представители от разред Enoplida. Наблюдават се няколко десетки или хиляди броя клетки отделени от надлъжните израстъци на хиподермата.
- Холомиарна (Holomiaria) – при напречен срез мускулните клетки лежат в непрекъснат слой без да се отделят видимо от хиподермалните ленти. Такъв тип се наблюдава при спиралната трихина[13].

Мускулатурата е с много специфична инервация – мускулната клетка образува израстъци към нервната, не обратното. Импулсите преминават по саркоплазма. От тях се предава на други съседни мускулни клетки. Това става със система от електрически импулси. Така има един физиологичен „синцитий“. Еволюцията не протича анатомично, а към специализация на самата мускулна клетка. Независимо от тази телесна мускулатура има още и в глътката, стилетът, копието, около вулварните отвори и ануса на женските, спикулите на мъжките, около клоаката при мъжките, кардиите в края на глътката, между средното черво и ректума.

### Телесна празнина
Кутикулната обвивка съвместно с хиподермата ограждат телесна празнина наречена шизоцьол, псевдоцьол или схизоцел. Първоначално се е приемало, че псевдоцьолът е изпълнен с течност, която е хидростатичен вътрешен скелет. В началото на ХХ век се установява, че малките по размери нематоди нямат такава течност. При тях между органите има тъмно вещество с неясна природа. Нарича се изолационна тъкан, която се състои от прегради, явяващи се производни на няколко съединителнотъканни клетки. Лакуните между тях са запълнени с течност, а у други съединителната тъкан образува своеобразен мезентериум, на който се прикрепя хранопровода или други органи.
Псевдоцьолът е в постоянно тургурно състояние, благодарение, на което се поддържа определена форма на тялото. Химичният състав на течността е от белтъци и от неутрални мукополизахариди. Сред това вещество се вижда гъста мрежа от преплетени тънки влакна. При по-големите по размери нематоди има течност и между органелите. В нея има клетъчни елементи – целомоцити, които имат фагоцитираща функция.
Целомоцитната клетка е с много вакуоли, изпълнени с вещество. Ядрото е разположено в периферията, хроматинът е доста концентриран. В цитоплазмата няма органели. рН е кисело и лесно поглъща витални багрила, което е доказателство за фагоцитиране.
Функцията на течността или аморфното вещество се изразява в:
- Важно ароморфно значение
- Участва в организацията на кутикулата
- Координира и участва в специфичния за начин на придвижване
- Фактор за развитие на мускулните клетки
- Участва в екскрецията на продукти от метаболизма
- Участва в осморегулаторния апарат
- Важен фактор за механичната защита на вътрешните органи

При някои паразитни тази течност натрупва резервни вещества.

## Системи от органи
При нематодите липсват кръвоносна и дихателна система. Устройството на останалите системи и начина на живот предпоставят осигуряването на кислород посредством кутикулата. Много от паразитните нематоди живеят в организма. Това ги превръща в анаероби и не използват кислород при своето дишане. Хранителните вещества, усвоени от храносмилателната система, преминават в телесната празнина, която осигурява доставянето им до всяка клетка от тялото.

### Храносмилателна система
Храносмилателната система започва от предния край на тялото с уста, която е окръжена от три или повече устни. Те я прикриват и изпълняват и осезателна функция. При различните видове в зависимост от начина на живот и храненето се наблюдават редица приспособления в устата. Така например при някои хищни и паразитни нематоди в устата има малки кутикулни зъбчета. При паразитните нематоди по растенията (фитонематоди) е развит специализиран пробивно-смучещ орган – стилет. Зъбчетата и стилетът може да се издават навън пред устата чрез специални мускули. След устата следва глътка и хранопровод. Последният е с мускулни стени, а при някои видове с мускулни разширения, наречени булбуси. Следват ендодермално средно черво, в което се извършва смилането на храната и ектодермално задно черво, завършващо с анус при женските и клоака при мъжките екземпляри. Характерно за всички видове е, че липсва ресничест епител в лумена на храносмилателната система както и други видове ресничести образувания. При някои видове храносмилателната система е редуцирана и завършва сляпо.

### Отделителна система
Представена е от едноклетъчни жлези, разположени в хиподермата. Често са наричани и хиподермални жлези. При повечето нематоди има само една шийна отделителна жлеза, от която тръгват два странични отделителни канала, разположени в двете странични надебеления на хиподермата. Каналите започват сляпо на задния край на тялото и се отправят напред, като се сливат на предния край и се отварят чрез един отвор коремно на тялото. При някои видове нематоди отделянето се извършва чрез големи ренетни клетки, образуващи Н-овидна канална система.
Нематодите притежават и т.нар. фагоцитарни клетки. Броят им е от 2 до 6, разположени са в псевдоцьола. Клетките задържат и натрупват в себе си неразтворими продукти получени от обмяната на веществата, както и попаднали чужди тела като бактерии. В действителност това не е същинска отделителна функция, а по-скоро се доближава до ендокринната защита на висшите организми.

### Нервна система
Нервната система е образувана от окологлътъчен нервен пръстен. Този пръстен е начало на няколко нервни ствола, излизащи от него. Напред към предния край на тялото и устата тръгват шест къси нервни кордона, които по дължината си се съединяват посредством напречни полуовални комисури. Към задната част на тялото също тръгват шест нервни ствола. Два от тях са особено добре развити и се разполагат по дължината на гръбното и коремното удебеление на хиподермата. Задните нервни стволове също се свързват посредством напречни комисури. Гръбният нервен ствол инервира двете гръбно разположени мускулни ленти, а коремният – двете коремни мускулни ленти.

### Сетивни органи
Сетивните органи са слабо развити. Представени са от осезателни четинки или папили, разположени основно в областта около устата. Някои нематоди притежават специализирани органи за химически усет, наречени амфиди. Органите за зрение са представени от примитивни очи с форма на чашка и разположена над нея кутикулна леща.

### Полова система
Значителна част от нематодите са разделнополови организми. Имат добре изразен полов диморфизъм, изразяващ се в големината на представителите от двата пола, като мъжките индивиди са с по-малки размери на тялото. Половата система е от тръбовиден тип, обикновено чифтна и завършваща с един полов отвор.
Женската полова система обикновено е от един чифт яйчници, следва яйцепровод, който завършва в чифтна матка. Яйцата се оплождат в матката. Оплодени те се изхвърлят навън през женския полов отвор (влагалище). При повечето нематоди половият отвор се намира в предната третина на тялото.
Мъжката полова жлеза е също единична, преминава в семепровод, а от там към дебел семеизпразнителен канал. Последният завършва в задното черво пред аналния отвор. Гръбно на това място е разположен чифтен копулационен апарат, в който обикновено има две кутикулни игли или спикули, които спомагат копулацията. Те се издават пред аналния отвор навън и се вкарват във влагалището на женските. Така се излива семенната течност. Много нематоди имат и т.нар. копулационна бурза. Тя представлява странично разширение на опашната част и подпомага обхващането на женската при копулация. Сперматозоидите при нематодите са нетипични – нямат опашки, а се придвижват с помощта на къси псевдоподи.

## Физиологични особености

### Хранене
Свободноживеещите нематоди се хранят главно с по-дребни от тях микроскопични организми като протозои, бактерии, ротатории, дрожди, гъбни хифи и водорасли. По отношение на храненето си биват:
- Сапрофити. Хранят се с мъртва или повредена органична материя.
- Сапрозойни. Използват хранителни вещества от мъртви организми.
- Копрозойни. Живеят и се хранят от изпражнения.

Паразитните видове се хранят със сокове на гостоприемника. Фитонематодите имат и външно храносмилане. С помощта на стилета, те впръскват в тъканите на нападнатите растения смилателни ферменти, произвеждани в специализирани жлези на хранопровода. След частичното смилане съдържанието се поема и всмуква в организма през стените на средното черво. Паразитиращите у хора и животни нематоди според използвания субстрат биват:
- Хранещи се от чревния химус на гостоприемника.
- Хематофаги – хранят се с кръв през стената на храносмилателния канал на гостоприемника.
- Хистофаги – хранят се с телесните тъкани на гостоприемника.

Със самите нематоди се хранят различни видове гъби, които ги улавят със своите хифи, акари и ларви на насекоми.

### Размножаване и биологичен цикъл
При повечето нематоди развитието е пряко и се извършва във външната среда без смяна на гостоприемници и смяна на поколенията. Те спадат към екологичната група на геохелминтите. От снесените яйца се развиват ларви, които при попадане в гостоприемника от същия вид се развиват до половозрели индивиди. Такъв е цикълът на развитие при детския глист. Развитието при други нематоди се извършва през междинен гостоприемник. Този тип нематоди се наричат биохелминти, а пример за такъв вид е причинителят на елефантиазата при човека. В цикъла на развитие на някои нематоди има и паратенични (резервоарни) гостоприемници.
В онтогенетичното развитие на нематодите се наблюдава четирикратно линеене със съответно четири ларвни статия и един имагинален. Ембрионалното развитие при някои става във външната среда, при други в матката. В постембрионалното развитие има две фази: екзогенна – при която ларвите се развиват във външната среда или междинен гостоприемник и достигат инвазиоспособен стадий, и ендогенна – през която продължава развитието и нематодите достигат полова зрялост в гостоприемника.